# Малинница
Малинница, или голубянка малинная (лат. Callophrys rubi) — дневная бабочка из семейства голубянок.
Длина переднего крыла имаго — 13—14 мм.

## Биология

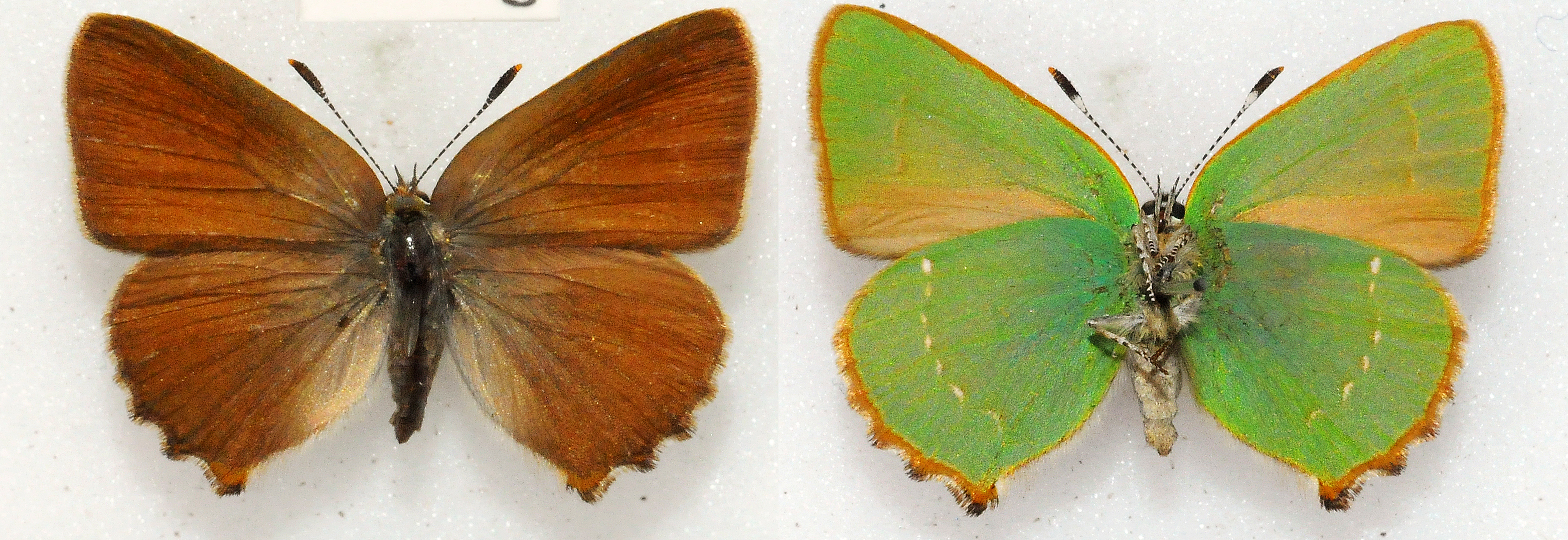
Самец

Полифаг. Развивается в одном поколении, лет имаго — с третьей декады апреля до начала июня. Местами, например, на Украине, отмечена частичная вторая генерация, которая развивается, очевидно, не повсеместно и не каждый год. Имаго держатся преимущественно в кронах кустарников и молодых деревьев, но регулярно посещают цветы для питания. Самцы охраняют территорию, изгоняя других бабочек. Самки откладывают яйца поодиночке у основания цветовых почек или на чашелистики, до 10 яиц в течение получаса. Причём каждое яйцо — на другой стебель растения. В момент откладки яйца имеют нежно-голубую окраску, через несколько дней сереют. Гусеницы развиваются в мае—июле и с осени по апрель (в случае развития второго поколения). В случае развития одного поколения зимует куколка, иногда дважды. Мирмекофил. Окукливание проходит под листьями или подо мхом на поверхности земли или куколка подвешена вниз головой вблизи поверхности земли на стеблях с помощью паутинного пояска. При раздражении куколка издаёт слабые звуки.

## Кормовые растения
Betula sp. — берёза, Calluna vulgaris — вереск обыкновенный , Cytisus nigrans — острокильница чернеющая, Cytisus scoparius — ракитник венечный, Frangula sp. — крушина, Genista germanica — дрок германский, Genista tinctoria — дрок красильный, Genista sp. — дрок, Onobrychis viciifolia — эспарцет виколистный, Onobrychis sp. — эспарцет, Rhamnus cathartica — жостер слабительный , Rubus idaeus — малина, Trifolium medium — клевер средний , Trifolium sp. — клевер, Vaccinium myrtillus — черника, Vaccinium uliginosum — голубика, Vaccinium sp. — вакциниум, Vicia cracca — горошек мышиный, Vicia sp. — горошек, вика.

## Время лёта
Апрель — 3 декада, Май, Июнь, Июль, Август — 1-2 декада.

## Место обитания
Опушки, разреженные кустарниковые перелески, верховые болота и окраины болот в лесах разных типов. На Украине встречается на полянах и опушках лиственных лесов, среди зарослей кустарников и в редколесьях, вдоль лесополос и полос отчуждения железных дорог, в парках, садах, на территории городов и посёлков. На севере и местами в средней полосе России — мохово-кустарничковые сообщества олиготрофных болот. В Хибинах единично отмечался в открытой ерниковой тундре, а также в берёзовом криволесье. В Саратовской области наблюдались в остепнённых балках, в зарослях Caragana, в Астраханской области — в антропогенных стациях, у кустарниковых зарослей в степи, в Волгоградской области — в караганово-ковыльной степи на песках в окружении сосновых посадок.

## Ареал
Северная Африка, умеренный пояс Евразии.
Обычен почти на всей территории Восточной Европы. Не обнаружен в южных областях Украины. На север ареал вида достигает Полярного Урала, северо-запада Кольского полуострова. В России отсутствует в степном Предкавказье, в горах Большого Кавказа, в зоне пустынь, а на юго-востоке — локален и связан с кустарниковыми ассоциациями в степях различных типов. В европейской части самыми южными находками следует считать популяции в окрестностях Нижнего Баскунчака в Астраханской области, в Среднеахтубинском районе Волгоградской области в Нижнем Поволжье, а также в Ростовской области, где встречается как в крупных урбоценозах (Ростов-на-Дону, Сальск), так и на периферии области.

## Замечания по систематике
В Восточной Европе представлен номинативным подвидом. Для Урала и северных областей Европы нередко приводится подвид borealis Krulikowsky, 1890, который отличается менее выраженными белыми элементами рисунка и более тусклой зелёной, иногда с желтовато-бурым оттенком, нижней стороной крыльев. Эти признаки характеризуют обычно особей, собранных в конце периода лета в любой части ареала, поэтому при отсутствии географических барьеров они представляются недостаточными для выделения подвида.